# Luís Carlos Goiano
Luís Carlos Vaz da Silva, mais conhecido como Luís Carlos Goiano, ou simplesmente Goiano (Santa Bárbara de Goiás, 31 de agosto de 1968), é um ex-futebolista e técnico brasileiro que atualmente é diretor executivo.
Atualmente é co-executivo de futebol do Noroeste.

## Carreira

### Atleta
Formado na base do Novorizontino, Goiano se profissionalizou em 1989 e, um ano depois, tornou-se titular e foi um dos destaques durante todo o estadual, no qual foi vice-campeão do Campeonato Paulista. Esteve vinculado ao time entre 1987 e 1994, mas foi emprestado para outras equipes, entre eles Ponte Preta, Sport Recife e São Paulo, nesse período.
Emprestado ao São Paulo de Telê Santana em julho de 1993, participou do elenco campeão da Libertadores e Mundial. Uma lesão no joelho direito tirou dele a possibilidade de continuar no São Paulo, que tinha opção de compra após o término dos seis meses de empréstimo. Disputou 16 jogos pelo clube do Morumbi, obtendo sete vitórias, três empates e seis derrotas.
Atuou pelo Remo no Campeonato Brasileiro de 1994, e no final da temporada transferiu-se para o Grêmio, a pedido do então treinador Luiz Felipe Scolari.
Estreou num amistoso contra o Esportivo de Bento Gonçalves e fez seu primeiro gol pelo clube numa derrota para o Palmeiras pela Libertadores da América, em duelo disputado no Parque Antárctica em fevereiro de 1995. Goiano foi um dos principais nomes do time campeão da Copa Libertadores em 1995.
No ano seguinte, ainda sob o comando técnico de Felipão, conquistou o Campeonato Brasileiro e ganhou o prêmio Bola de Plata. Naquele ano, teve a marca de 10 gols marcados na temporada.
Em entrevista ao site The Coache's Voice em 2019, Scolari citou Goiano na seleção dos 11 melhores atletas que treinou em sua longa e vitoriosa carreira.
Sua despedida do clube foi num Grenal, válido pela antiga Seletiva da Libertadores, em que o duelo terminou 1 a 1, quando era inclusive capitão do time. Entre 1995 e 1999, vestiu a camisa do Grêmio por 287 jogos, marcando um total de 30 gols pelo Imortal Tricolor.
Dispensado ao final de 1999, acertou-se com o Atlético Paranaense para a disputa da Copa Libertadores em 2000. Foi campeão estadual no clube paranaense.
Jogou ainda pelo Etti Jundiaí (antiga denominação do atual Paulista de Jundiaí), clube pelo qual sagrou-se campeão paulista da Série A2 e campeão da Série C do Campeonato Brasileiro.
Encerrar a carreira em 2003, no América Mineiro, após uma lesão sofrida durante uma brincadeira com os amigos, onde rompeu o tendão do tornozelo.

### Fora dos campos
Em 2008, tornou-se auxiliar técnico de Guilherme Macuglia no time do Guaratinguetá, chegando às semifinais do Paulista. No mesmo ano, também foi auxiliar de Guilherme no Figueirense, entre maio e junho.
Como técnico, dirigiu em 2009, o Barueri desde a 32ª rodada do Brasileiro, em substituição a Diego Cerri que virou preparador físico.
Foi contratado pelo Mirassol, que estava à beira do rebaixamento no Campeonato Paulista de 2010, onde ficou duas rodadas e foi demitido.
Em 2010, participou da fundação do Grêmio Novorizontino como um dos idealizadores do projeto e também atuou como coordenador técnico e executivo de futebol. Deixou o clube em fevereiro de 2022.
Em julho de 2022, assume como co-executivo de futebol do Noroeste.

## Títulos e prêmios
Sport Recife
- Campeonato Pernambucano: 1992

São Paulo
- Copa Libertadores: 1993
- Recopa Sul-Americana: 1993
- Supercopa Sul-Americana: 1993
- Copa Intercontinental: 1993

Grêmio
- Copa Libertadores: 1995[11]
- Copa Sanwa Bank: 1995
- Recopa Sul-Americana: 1996
- Campeonato Brasileiro: 1996
- Copa do Brasil: 1997
- Campeonato Gaúcho: 1995, 1996 e 1999
- Copa Sul: 1999

Atlético Paranaense
- Campeonato Paranaense: 2000

Etti Jundiaí
- Campeonato Paulista - Série A2 - 2001
- Campeonato Brasileiro - Série C - 2001

### Prêmios Individuais
- Bola de Prata: [[Bola de Prata#1996[53]|1996]]